# خورخه گاراته
خورخه گاراته (اسپانیایی: Jorge Gárate‎؛ ۱۲ اوت ۱۹۱۷ – ۱۳ مه ۱۹۹۰) یک تدوین‌گر اهل آرژانتین بود.
از فیلم‌ها یا مجموعه‌های تلویزیونی که وی در آن‌ها نقش داشته است می‌توان به خانه فرشته، کریستینا، کنت مونت کریستو و پدربزرگ اشاره نمود.